# Couepia ulei
Couepia ulei är en tvåhjärtbladig växtart som beskrevs av Pilg.. Couepia ulei ingår i släktet Couepia och familjen Chrysobalanaceae. Inga underarter finns listade i Catalogue of Life.